# Tony Mateo
Antonio Mateo Chamorro (San Fernando, Cádiz, 15 de febrero de 1994), conocido artísticamente como Tony Mateo, es un actor y cantante español de pop y baladas, conocido por ser miembro del grupo musical Lérica, y hermano de Abraham Mateo. 

## Biografía
Tony Mateo Chamorro nació el 15 de febrero de 1994 en San Fernando, Cádiz, en el seno de una familia humilde pero con raíces musicales. Es hermano mayor del cantante Abraham Mateo (n. 1998), e hijo de Antonio Mateo, trabajador de la construcción y vigilante jurado, y Susana Chamorro, ama de casa y cantante aficionada a la música española y los boleros. Su abuelo materno era cantante lírico y de ópera y su abuelo paterno, aficionado al flamenco.[cita requerida]Además, la pareja de Tony es Mochu Rossi.[cita requerida]
En 2013, junto con Juan Carlos Arauzo (La Línea de la Concepción, Cádiz, 19 de noviembre de 1991) crean el dúo musical Lérica, un grupo basado en genero pop y flamenco. El primer sencillo fue Recordando el Beso, de 2016, del álbum, Cien Mil Motivos.
Entre 2005 y 2009, Tony participó en los premios Veo-Veo, organizados por la fundación de Teresa Rabal. También apareció en el programa Menuda noche, emitido por Canal Sur y presentado por Juan y Medio, así como en medios locales como Onda Jerez y diferentes emisoras de radio y verbenas locales. En una ocasión, ofreció un recital en la Casa de la Cultura de San Fernando, acompañado únicamente por su hermano.
En 2008 grabó una maqueta compuesta por once temas, entre los que se incluyen tres canciones conocidas, además interpretó la canción de Michael Teló, Ai Se Eu te Pego.
En enero de 2009 debutó como actor en la miniserie Días sin luz, emitida por Antena 3, interpretando al hermano de Mari Luz. Ese mismo año participó en el concurso Tú sí que vales, de Telecinco, donde actuó ante el jurado compuesto por, entre otros, Noemí Galera y Ángel Llàcer. Tras clasificarse en la semifinal, alcanzó la final del programa, donde obtuvo el segundo puesto, lo que le permitió participar en la "final de finales".
En 2010, Tony formó parte del reparto de una película sobre el cantante Raphael.Ese mismo año presentó el tema inédito Mi bailarina, compuesto por Jesús Monje, y lanzó su primer videoclip con la canción Mi rubita.
En 2011 prestó su voz al personaje de Flynn Rider en la versión en español de la película de Disney Enredados,interpretando varios temas incluidos en la banda sonora oficial. En marzo de ese año presentó una nueva canción inédita titulada Hay alguien. En noviembre de 2011 regresó al estudio de grabación, donde registró dos canciones inéditas compuestas por Jacobo Calderón: Bajo las sábanas y La sombra de tu recuerdo. Además, realizó una versión del tema Price Tag, original de Jessie J.

## Discografía

#### Álbumes
- 2011: Enredados (banda sonora de la película de Disney Enredados, producida por EMI Music).

#### Video clips
| Año  | Canción         | Productor |
| ---- | --------------- | --------- |
| 2010 | Mi Rubita       | RC studio |
| 2010 | The reason      | RC studio |
| 2011 | En esta Navidad | RC studio |

## Filmografía
| Año  | Programa     | Rol        |
| ---- | ------------ | ---------- |
| 2009 | Días sin Luz | Tony Mateo |
| 2010 | Raphael      | Raphael    |

#### Programas de Televisión
| Año       | Programa        | Canal de Televisión |
| --------- | --------------- | ------------------- |
| 2005-2009 | Veo Veo         | Canal Sur           |
| 2006      | Menuda Noche    | Canal Sur           |
| 2009      | Tú si que vales | Telecinco           |